# Фруктовский сельский округ
Фруктовский сельский округ — упразднённая административно-территориальная единица, существовавшая на территории Луховицкого района Московской области в 1994—2006 годах.
Солчинский сельсовет был образован в первые годы советской власти. До 1929 года он входил в состав Зарайского уезда Рязанской губернии.
В 1929 году Солчинский с/с был отнесён к Луховицкому району Коломенского округа Московской области.
8 января 1931 года Луховицкий и Белоомутский районы объединились в Горкинский район, куда вошёл и Солчинский с/с.
11 мая 1931 года Горкинский район был переименован в Луховицкий район.
26 декабря 1956 года из Озерицкого с/с в Солчинский было передано селение Перевицкий Торжок.
31 июля 1959 года из упразднённого Врачовского с/с в Солчинский были переданы селения Беляево, Врачово, Петраково, Полянки и посёлок отделения № 1 совхоза «Врачово-Горки». Одновременно из Озерицкого с/с в Солчинский было передано селение Буково. Центр Солчинского с/с был перенесён в посёлок Фруктовая, а сам сельсовет переименован во Фруктовский сельсовет.
20 августа 1960 года из Озерицкого с/с во Фруктовский были переданы селения Ивняги и Озерицы.
1 февраля 1963 года Луховицкий район был упразднён и Фруктовский с/с вошёл в Коломенский сельский район. 11 января 1965 года Фруктовский с/с был возвращён в восстановленный Луховицкий район.
23 июня 1988 года во Фруктовском с/с была упразднена деревня Полянки.
3 февраля 1994 года Фруктовский с/с был преобразован во Фруктовский сельский округ.
2 октября 1996 года во Фруктовском с/о посёлок совхоза «Врачово-Горки» был переименован во Врачово-Горки.
В ходе муниципальной реформы 2004—2005 годов Фруктовский сельский округ прекратил своё существование как муниципальная единица. При этом его селения были переданы в сельское поселение Фруктовское.
29 ноября 2006 года Фруктовский сельский округ исключён из учётных данных административно-территориальных и территориальных единиц Московской области.